# فالنتينا سامبايو
فالنتينا سامبايو (مواليد 10 ديسمبر 1996) عارضة أزياء وممثلة برازيلية. أصبحت أولى عارضة أزياء فيكتوريا سيكريت متحولة جنسياً علنا في أغسطس 2019. الفتاة ذات العيون الخضراء تستخدم بالفعل لكسر الحواجز في عالم الموضة. يأتي هذا التوقيع لوكالة فيكتوريا سيكريت مع أول نموذج متحول جنسياً على الإطلاق في مجال عروض الأزياء بعد أقل من عام من تعرض مدير تنفيذي في شركة الملابس الداخلية لانتقادات بسبب تصريحاته المزعومة بخصوص سمات عارضات الأزياء المناسبات مع أيقونة فيكتوريا سيكريت.
في فبراير 2017 ، تلقى فالنتينا سامبايو اهتمامًا إعلاميًا دوليًا بعد ظهوره على غلاف "Vogue Paris" وأصبح أول نموذج لمحوّل الجنس الذي يظهر على غلاف المجلة.

## روابط خارجية
- فالنتينا سامبايو على موقع IMDb (الإنجليزية)
- فالنتينا سامبايو على موقع روتن توميتوز (الإنجليزية)